# Complexo Viário Imbuí-Narandiba
O Complexo Viário Imbuí-Narandiba, por vezes Complexo Viário do Imbuí, é um conjunto de três de viadutos sobre a Avenida Luís Viana (Paralela), em Salvador, Bahia, Brasil. Dois deles servem de conexão entre a Avenida Paralela e o bairro do Imbuí, o Viaduto Governador Eduardo Campos e o Viaduto Governador Marcelo Déda, e outro desse bairro para Narandiba, pela Avenida Edgard Santos, o Viaduto de Narandiba. Eles possuem respectivamente 380 metros em duas faixas, 415 metros em três faixas e 172 metros em duas faixas, todos em sentido único.

## Construção
O complexo do Imbuí é fruto de intervenções viárias para garantir o tráfego expresso na Avenida Paralela, com implantação de vias marginais à Avenida, três viadutos e o prolongamento da Estrada do Curralinho. A construção do complexo feita pela Companhia de Desenvolvimento Urbano do Estado da Bahia (Conder) foi uma das medidas do "Programa Mobilidade Salvador", do governo estadual baiano. O tráfego desafogado na Paralela foi pensado a partir das ligações diretas (redução de retornos), feitas pelo complexo viário, entre o Imbuí e bairros da outra margem da avenida, como Narandiba, Tancredo Neves, Boca do Rio, Costa Azul, Stiep, e do acesso marginal facilitado ao Centro Administrativo da Bahia (CAB) e à avenida Luis Eduardo Magalhães. Além disso, a extinção dos retornos em solo abre espaço no canteiro central da Avenida Paralela para a implantação da linha 2 do metrô.
O projeto do complexo teve seu edital de licitação lançado em diário oficial em 2 de fevereiro de 2013 e no mesmo ano as construções foram iniciadas. As obras duraram 17 meses e custaram 95 milhões de reais. O projeto inicialmente previu 62 milhões de investimento e conclusão entre 10 e 12 meses após a assinatura da ordem de serviço, entretanto, foram encontradas estruturas subterrâneas não cadastradas e especificidades no solo dos locais de obras, além das desapropriações no valor de 20 milhões de reais. Os viadutos foram inaugurados no ano seguinte, a começar pelo Viaduto de Narandiba no dia 3 de junho, seguido do Viaduto Governador Eduardo Campos em 18 de agosto e, por último, o Viaduto Governador Marcelo Déda em 27 de setembro de 2014. Os nomes foram homenagens a dois políticos governadores nordestinos mortos em 2014 (Eduardo Campos) e 2013 (Marcelo Déda).
Vale mencionar ainda que em área interna do complexo, próximo ao Condomínio Amazônia, foi feita a Praça Multiuso, um espaço de esporte (pista de corrida para automóveis de controle remoto a fim da prática do automodelismo) e lazer (parque infantil) com estacionamento, paisagismo e iluminação, bem como serviços de macrodrenagem contra os alagamentos que são crônicos na área, ainda mais em períodos de fortes chuvas. Com investimento de 3,3 milhões de reais, a praça possui seis mil metros quadrados e a drenagem foi feita na bacia do Rio das Pedras. Com o complexo, o monumento a Jorge Amado, de 1985 e autoria do artista plástico Calasans Neto, foi restaurado por Tatti Moreno, transferido da entrada da avenida Jorge Amado para a praça do Imbuí, canteiro central da mesma avenida, e devolvido à cidade no mesmo dia do último viaduto e da praça.

## Controvérsias
O complexo foi alvo de controvérsias por seu uso exclusivo a automóveis e pelas obras de drenagem.
Alega-se que a construção do complexo contraria a Lei 12.587 de 2012, que estabelece a Política Nacional da Mobilidade Urbana (PNMU), pois o alvo da obra governamental é o usuário de veículo particular motorizado. Nenhum dos três viadutos não permitem a sua utilização pelos ciclistas, nem pelos pedestres, que queiram atravessar de um lado a outro da avenida Paralela. Como via expressa, não possui sinaleiras e a travessia pelos pedestres só pode ser feita de forma segura através da passarela que está a cerca de 200 metros dos dois viadutos do Imbuí. Na noite de 26 de agosto de 2014, pouco depois da inauguração do segundo viaduto, ciclistas protestaram contra a falta de uma via em que seja possível atravessar as margens da Paralela por bicicleta.
Na primeira estação chuvosa após serviço de drenagem feito, o entorno do Condomínio Amazônia sofreu com alagamentos, carros submersos, a água invadindo edifícios e parte do trânsito parado no dia 27 de abril de 2015. Após a volta dos alagamentos mesmo após o serviço de drenagem, o secretário municipal de Infraestrutura e Defesa Civil, Paulo Fontana, indicou que o local será objeto de estudos da secretaria em entrevista à Rádio Metrópole. No fim de junho de 2015, a Prefeitura de Salvador publicou nota informando a existência de um poço de visita da Empresa Baiana de Águas e Saneamento (Embasa) rompido próximo ao viaduto do Imbuí. Dias depois em resposta, a Embasa afirmou que o problema registrado no local é de responsabilidade da Secretaria Municipal de Manutenção da Cidade de Salvador (SEMAN) e que a secretaria está ciente da obstrução da rede de drenagem.